# Chelonomorpha austeni
Chelonomorpha austeni är en fjärilsart som beskrevs av Moore 1879. Chelonomorpha austeni ingår i släktet Chelonomorpha och familjen nattflyn. Inga underarter finns listade i Catalogue of Life.